# Ulyxis Rupes
Ulyxis Rupes és una formació geològica de tipus rupes a la superfície de Mart, localitzada amb el sistema de coordenades planetocèntriques a -65.63 ° latitud N i 161.07 ° longitud E, que fa 383.09 km de diàmetre. El nom va ser aprovat per la UAI l'any 1976 i fa referència a una característica d'albedo.